# Investigación Cooperativa entre Entidades Aseguradoras y Fondos de Pensiones
Investigación Cooperativa entre Entidades Aseguradoras y Fondos de Pensiones (ICEA), es una asociación española sin ánimo de lucro de compañías aseguradoras, con sede en Madrid.

## Historia
ICEA es una asociación cuyo objetivo es estudiar e investigar materias relacionadas con el seguro. Fue fundada en España el 1 de febrero de 1963 como la primera asociación destinada a tal fin. Está formada por un conjunto de entidades aseguradoras adheridas que representan el 92% del volumen de primas del sector español, así como por entidades europeas y americanas.
Para su creación, un grupo de aseguradores españoles visitó varios países de Occidente, en los cuales este tipo de instituciones ya existían. El ordenamiento legal existente en aquella época restringía el derecho a organizarse colectivamente en España a los organismos oficialmente constituidos. Precisamente el 22 de septiembre de 1961, la Presidencia del Gobierno dictó un decreto por el que se autorizaba a las empresas de un mismo sector a agruparse, con fines de estudio e investigación, en materias propias de su actividad.
En 1974, ICEA elaboró el plan estratégico del Seguro español, en colaboración con el Stanford Research Institute.
En 1981, en ocasión del día del Seguro, el Gobierno concedió la medalla de oro al mérito en el Seguro a ICEA.
En 1988, el Rey Juan Carlos I de España recibió en audiencia en el Palacio de la Zarzuela, a una comisión de directivos de ICEA, con motivo de la celebración del XXV aniversario de la asociación. Entre ellos se encontraba Jesús Serra, entonces consejero delegado de Catalana Occidente.
En 1995 ICEA creó un máster en dirección aseguradora dirigido a profesionales del sector seguros.
En 2001, la asociación presentó el libro "El Estado de Bienestar y el Pacto de Toledo". El libro analiza los problemas de la Seguridad Social en el ámbito europeo y español, así como las propuestas de reformas, centrándose en el caso español y su Pacto de Toledo, y sugiere temas de reflexión sobre el alcance, viabilidad y filosofía del estado de bienestar.

## Funciones
Tal y como figura en los estatutos de ICEA, desde su creación, la asociación tiene encomendadas las siguientes funciones:
- Investigación de la actividad aseguradora para contribuir a la mejora sistemática de la gestión del sector asegurador español.
- Formación de los profesionales del sector (directivos, empleados y agentes de las aseguradoras)
- Elaboración de estudios y estadísticas sobre el mundo del seguro.
- Apoyo y asesoramiento técnico a las compañías aseguradoras